# Phuthi
Phuthi (Sesotho: Baphuthi) sind eine Ethnie in Lesotho und Südafrika. Ihre Sprache heißt ebenfalls Phuthi bzw. siPhuthi, auf Sesotho als Sephuthi bezeichnet.
Die Phuthi leben verstreut in den südlichen Distrikten Lesothos, Quthing und Qacha’s Nek, aber auch Mohale’s Hoek, sowie in den südafrikanischen Gebieten um Herschel und Matatiele, die zur Provinz Ostkap gehören. Die Anzahl ist nicht bekannt. Etwa 20.000 Menschen sprechen Phuthi, das anders als das in Lesotho übliche Sesotho zu den Ngunisprachen gehört und dem siSwati trotz der großen Entfernung am ähnlichsten ist. Ihr Totem ist der Ducker, der auf Phuthi ebenfalls phuthi heißt.

## Geschichte
Die Vorläufer der Phuthi waren die drei Gruppen Mazizi, Mapolane und Maphetla, die vom Gebiet des Tugela kommend im 17. bzw. 18. Jahrhundert sesshaft wurden. Im 18. Jahrhundert lebten die meisten Phuthi im Gebiet des Caledon und zogen dann in die Richtung des heutigen Quthing. Verfolgt in den Zeiten der Mfecane, ersuchte ihr Anführer Mokuoane 1825 den morena der Basotho, Moshoeshoe I., um Schutz. Ab etwa 1840 war Mokuoanes Enkel Moorosi (1795–1879) Anführer der Phuthi. Er siedelte weit im Westen und verteidigte so das Gebiet vor europäischen Eindringlingen. In seinem Gebiet wurde in den 1840er Jahren die Missionsstation Bethesda angelegt. Dafür wurde er von der Société des missions évangéliques de Paris (SMEP) in seinem Bemühen um Unabhängigkeit unterstützt. Infolge des Seqiti-Krieges floh er nach Masitise in den heutigen Quthing-Distrikt, wohin er auch den Missionar David Frédéric Ellenberger einlud.
1869 vereinigte er sein Gebiet mit der 1868 proklamierten britischen Kronkolonie Basutoland. 1877 wurden von der Verwaltung der britischen Kapkolonie, zu der Basutoland nun gehörte, Magistrate eingesetzt, um Moorosis Land zu überwachen. Moorosi lehnte sich dagegen auf. 1878 befreite angeblich Moorosi seinen Sohn Doda aus einem Gefängnis der Kapkolonie. Die Kolonialbehörden verlangten daraufhin von den Basotho, gegen Moorosi gewaltsam vorzugehen. Morena e moholo Letsie I. beteiligte sich widerstrebend. Moorosi starb nach monatelanger Belagerung durch britische Soldaten sowie Truppen der Basotho an einem Berg am Senqu, der seither wie die benachbarte Ortschaft Mount Moorosi heißt. In der Folge begann 1880 der Gun War der Basotho gegen die Kolonialmacht. Die Phuthi zerstreuten sich in den Süden des damaligen Basutoland und die angrenzenden südafrikanischen Gebiete, die später zur Transkei gehörten. Ihre neuen Siedlungen wurden meist in unzugänglichen Gebirgsregionen errichtet, wie etwa die Dörfer Mpapa, Daliwe, Hlaela, Mosifa und Mafura östlich von Mount Moorosi. Moorosis Sohn Ncatya wurde Namensgeber der Stadt Qacha’s Nek. Ncatyas Sohn Mocheko wurde 1899 durch den morena Griffith Lerotholi ersetzt, einen Mosotho. Die Phuthi lehnten sich dagegen erfolglos auf.
Heute haben die Phuthi in Lesotho keine Minderheitenrechte. Vielmehr wird oft auf die Einheitlichkeit des Volkes hingewiesen. 2005 wurde mit Unterstützung der UNESCO in Quthing ein „Sephuthi-Kulturtag“ abgehalten. In Südafrika ist die Sprache anerkannt, ist aber keine der offiziellen elf Amtssprachen. Das Fortbestehen der Sprache ist gefährdet.